# Peter Parrott
Peter Gordon Parrott (* 27. Mai 1936 in Großbritannien) ist ein ehemaliger australischer Eishockeyspieler. 

## Karriere
Der gebürtige Brite Peter Parrott nahm für die australische Nationalmannschaft an den Olympischen Winterspielen 1960 in Squaw Valley teil. Mit seinem Team belegte er den neunten und somit letzten Platz. Er selbst kam im Turnierverlauf in vier Spielen zum Einsatz. Zudem trat er für Australien bei der B-Weltmeisterschaft 1962 an.